# 医療技術評価
医療技術評価（いりょうぎじゅつひょうか、英語：health technology assessment、HTA）とは政策分析に関する学際的領域であり、医療技術の向上や普及、実用に関する医学的・社会的・倫理的、そして経済的な意義について研究するものである。ほかにも、「医療技術の、直接的で予想される効果はもちろんのこと、間接的で予想されなかった効果についても扱い、医療技術に関する患者に知らせたうえでの意思決定を主に目的とした、医療技術の価値や効果に関する体系的評価」、「医療技術を実用する際の医学的社会的経済的そして倫理的な問題を体系的で、透明で、公平でしっかりとしたやり方でまとめていく学際的な過程」とも定義される。後者において医療技術評価の目的は、「患者中心で最大限の価値への到達を模索した安全で効果的な健康政策についての定式方法を知らせること」である。その政策の目標にもかかわらず、HTAは常に研究と科学的手法に確実に基づいていなければならない。
HTAは研究の世界と意思決定の世界を橋渡しすることを意図している。HTAは世界的に活発な研究分野であり、運用決定や臨床的決定、そして政策決定を補助するための必要性に支えられて絶えず発展してきた。また、臨床疫学や医療経済学といった社会科学や応用科学における評価方法の発展によっても進歩してきた。誤った決定による機会費用が増大するにつれて、健康政策決定はますます重要となってきている。
国際的なHTAの発展は、医療技術評価国際連絡協議会(INAHTA)の加盟数拡大に見ることができる。INAHTAは1993年に設立された非営利の医療技術に関する団体群の上部組織である。HTA研究に関係する組織や個人は、医療技術評価国際学会（HTAi） や国際医薬経済・アウトカム研究学会 (ISPOR)といった学会にも加入している。ULYSSESという医療技術評価・管理に関する国際的な修士課程も用意されている。
英国の国立健康研究機構（NIHR）はHTA領域として分類されうる研究事業を数種類実行している。とくに注目に値するのは医療技術評価研究であり、世界最長の歴史を持ち、エビデンスの統合とモデリングによる従来型のHTAと、実用的なRCTsとコーホート研究の膨大なポートフォリオによるエビデンスの作成の両方を行ってきた。
英国ではまた、the Multidisciplinary Assessment of Technology Centre for Healthcareが医療機関やNHS、様々な産業の企業パートナーと協力してHTAを実施している。 MATCH はHTAの軸となる4つのテーマ、すなわち医療経済、産業への有用性、利用者のニーズ、調達と供給の連鎖、からなる。
医療技術は「健康を増進し、疾病を予防・診断・治療し、あるいはリハビリテーションのため、長期にわたるケアのために用いられうるいかなる介入」として広く定義されている。この中にはヘルスケアで用いられる調剤や医療機器や手技や組織体制も含まれる。